# Orofernes
Orofernes (en griego antiguo: Oρoφέρνης Nικηφόρoς, Orofernes Niceforo) fue un usurpador que ocupó el trono de Capadocia en el año 157 a. C.
Fue uno de los dos falsos hijos que Antióquide, la esposa de Ariarates IV, trató de imponer a su marido. Con el nacimiento del hijo verdadero, el futuro Ariarates V, Orofernes, que ya no podía aspirar al trono, fue enviado a Jonia. Cuando Ariarates V rehusó casarse con la hermana de Demetrio I Sóter, éste apoyó las aspiraciones de Orofernes al trono de Capadocia.
En el año 157 a. C., cuando Ariarates V ya había sido depuesto y había escapado a Roma, Orofernes envió dos embajadores a esta ciudad, para unirse a los de Demetrio y oponerse a su hermano. Según Apiano, los romanos decidieron que los dos pretendientes debían compartir el trono. Sin embargo, Orofernes no se mantuvo durante mucho tiempo, debido a que se apartó de las costumbres de sus antecesores y se dedicó a un libertinaje sistemático.
Para satisfacer sus extravagantes despilfarros, oprimió y saqueó a sus súbditos, llegando a asesinar a muchos y a confiscar sus propiedades. Cuando su estrella declinó, temeroso de que sus soldados se amotinaran por falta de pago, saqueó un antiguo templo de Zeus para poder pagarles. Finalmente se vio obligado a renunciar al trono y volver a Siria, donde se vio envuelto en una conspiración contra Demetrio I, siendo encarcelado, pero su vida fue respetada.